# Jean-Boniface Festaz
Jean-Boniface Festaz (pron. fr. AFI: [ʒɑ̃ bɔnifas fɛsta]) (Gressan, 21 settembre 1623 – Aosta, 22 settembre 1682) è stato un filantropo e politico italiano del Ducato di Savoia.

## Biografia
Proveniente da una famiglia agiata, quinto dei sei figli del notaio Jacques Festaz, a soli 31 anni fu eletto tesoriere generale del Ducato di Aosta, castellano di Cogne e Brissogne, procuratore degli Challant-Aymavilles, luogotenente temporale della curia episcopale di Aosta, notaio ducale, reale e apostolico, e sindaco di Aosta dal 1658 al 1661.
La sua attitudine di filantropo l'ha portato a donare la maggior parte delle sue ricchezze. Nel 1657 cede alla municipalità un edificio di sua proprietà in via Mauconseil, che diventa un ospedale. Diventato insufficiente, devolve tutti i suoi averi ai bisognosi, tra cui un grande edificio vicino alla Porta Decumana, fondando così l'Hospice de charité (con entrata su via Édouard Aubert), dove fu accolto, tra gli altri, il lebbroso Pierre-Bernard Guasco, nella torre attigua denominata in seguito torre del lebbroso.
Grazie alla sua generosità, nel 1680 la cappella del collegio Saint-Bénin fu terminata. Cedette una forte somma alla Confraternita della Santa Croce per il restauro della Chiesa di Santa Croce (via Édouard Aubert), che fu iniziato senza che Festaz abbia potuto vederla finita.

## Omaggi

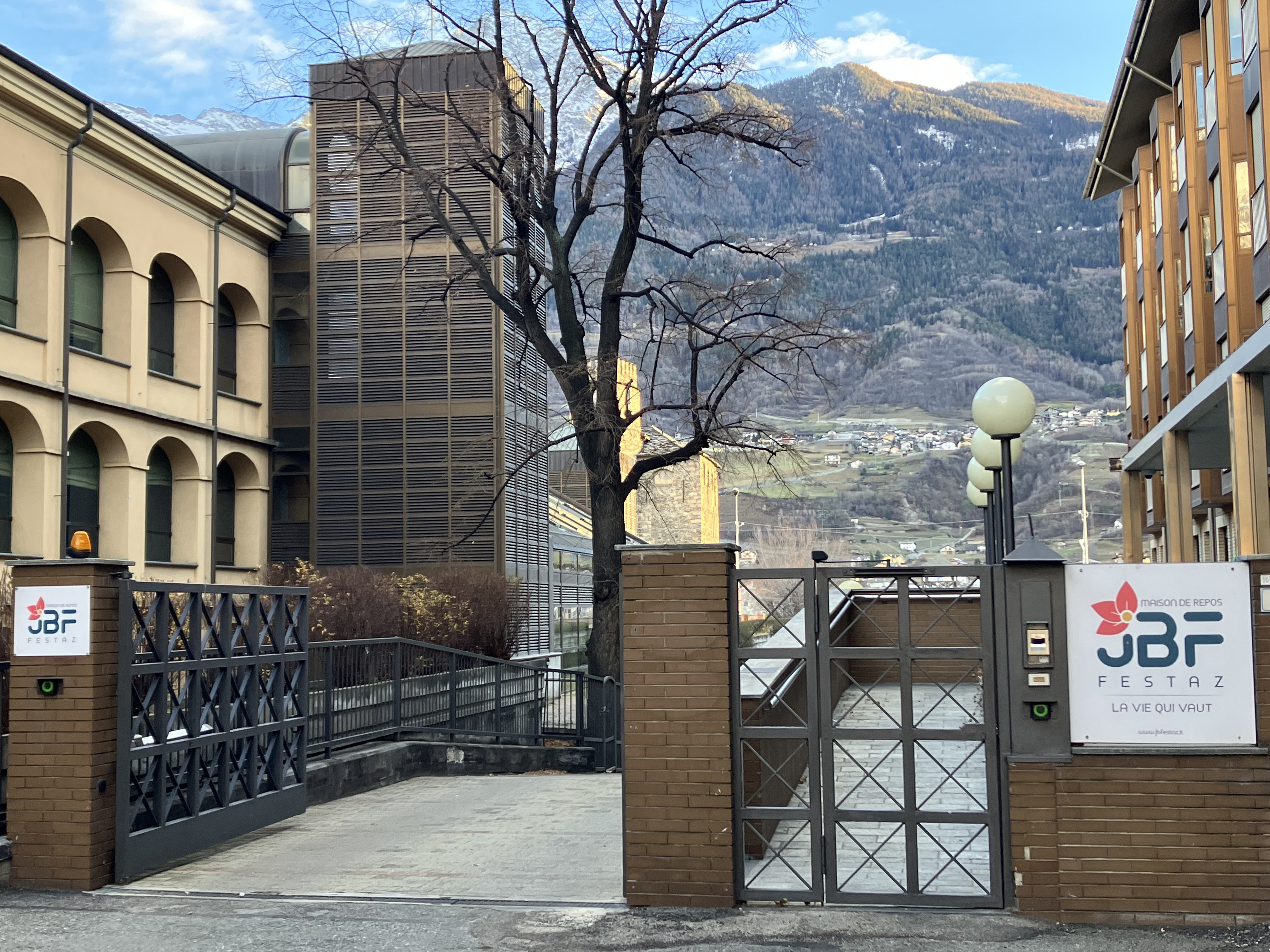
L'entrata della casa di riposo "Jean-Boniface Festaz".

Una casa di riposo è funzionante oggi nel luogo dove si trovava l'Hospice de charité. La via che porta da questo edificio, costeggiando la torre del lebbroso, fino al collegio Saint-Bénin e a via Torino costituisce il riconoscimento dell'odonomastica aostana a Jean-Boniface Festaz.